# Дан Дунава у Србији
У Србији се Дан Дунава обележава годинама, различитим манифестацијама, догађајима, кампањама чишћења обала и радионицама како би се указало на значај реке и њених притока за људе, животиње и биљке и нагласила неопходност међусобне сарадње и размене искустава у њеној конзервацији, рационалном коришћењу и унапређењу. Обележава се 29. јуна у склопу Међународног дана Дунава.
Манифестација је установљена 2004. године од стране ИЦПДР-а и интегрални је део сарадње свих 14 европских земаља потписница Међународне конвенције о заштити реке Дунав.
Дунав кроз Србију протиче у дужини од 588 километара и достиже дубину и до 90 метара, а иде и до 300 метара у ширину. На дунавском току кроз Србију налази се већи број изузетно вредних и значајних културно-историјских споменика и локација.
Поред стручних предавања, организоване су и вожње реком, такмичења у кувању рибље чорбе, тамичења деце у прављењу скулптура од речног материјала, цртању слика са мотивима реке, прикази књига са еколошким темама, такмичења у пецању, регате.
Ове године Тим српског Дана Дунава створио је платформу на веб-сајту Јавног водопривредног предузећа „Србијаводе” која садржи кратке едукативне филмове о знаменитостима реке Дунав и квиз за учеснике који треба да провере своје знање о Дунаву.
У Србији се обележава и Међународни дан реке Саве, 1. јуна, проглашен 2007. године, на бази Оквирног споразума о сливу реке Саве, који су потписале Србија, Босна и Херцеговина, Хрватска и Словенија.